# Franchi SPAS-15
Il Franchi SPAS-15 è un fucile a canna liscia semiautomatico destinato all'uso militare.
Frutto di un progetto specifico e costruito secondo le metodiche riservate alla produzione militare, lo SPAS-15 è un fucile semiautomatico a presa di gas con possibilità di rapida trasformazione manuale nella modalità "a pompa" per semplice pressione del bottone posizionato sull'astina, come il suo predecessore, lo SPAS-12. Lo SPAS-15 vanta inoltre l'esclusività del caricatore prismatico intercambiabile, contenente fino a 6 cartucce, che ne consente un velocissimo ricaricamento e la chiusura ad otturatore rotante con tre alette.

## Utilizzatori
È un'arma adottata da Guardia di Finanza e Carabinieri, in dotazione anche a diversi altri reparti militari in Italia
e in altri paesi; l'arma è omologata NATO.

## Caratteristiche principali
Funzionamento bimodale, caricatore sostituibile, canna corta unita ai particolari strozzatori intercambiabili Variomix, calciatura in tecnopolimero, ribaltabile sul fianco, e sistema di sicurezza completo ne fanno un'arma versatile, sicura e particolarmente adatta ad impieghi speciali e di pronto intervento. La possibilità di cambiare il meccanismo di caricamento da semiautomatico a manuale è il punto forte di questo fucile, attuabile attraverso un bottone sopra l'impugnatura anteriore. Il meccanismo a pompa serve per sparare colpi non letali a bassa potenza, i quali non sviluppano sufficiente pressione per far operare il meccanismo di riarmo semiautomatico (vedi Munizioni per fucile a canna liscia).